# ローガンジョシュ
ローガンジョシュ (ウルドゥー語: روغن جوش、英語: rogan josh、または英語: roghan joshあるいは英語: roghan ghosht)  は、ペルシアあるいはカシミール地方に起源を有する、肉を使ったスパイシーな香りのするカレー料理である。赤肉料理で、とくに伝統的レシピでは羊肉かヤギ肉を用いてつくられる。主にアルカネットの花か根と、カシミール唐辛子を使って色や味をつける。カシミール料理の代表的なものである。

## 語源
名称の語源については諸説ある。「ローガン」(roughan) は、ペルシア語やウルドゥー語で澄んだバターオイルの一種であるギーあるいは油を意味する一方、「ジョシュ」(jušあるいはjosh) はもともと「煮る」を意味する動詞"jušidan"に由来する言葉で、シチューや蒸し煮を作ることを意味する。この定義によると、ローガンジョシュは「ギーでシチューにする」という意味になる。
この料理名の語源についてはまた別の説もある。最初の部分はウルドゥー語で「茶色」か「赤色」を示す「ローガン」(roghan、ウルドゥー語: روغن) あるいはカシミール語で「赤色」を示す「ローガン」(roghan) であるとされる。後半は「肉」を意味する"gošt"（"ghosht"とローマ字で書かれることもある）か、あるいは"juice"を意味する言葉で、おそらくは「赤い肉」か「赤い汁」を指すという説である。"rogan josh"も"rogan ghosht"のこの料理を指す時に使われているので正確な語源は不明であり、もともとの名前がどちらだったかもはっきりとはわかっていない。

## 起源

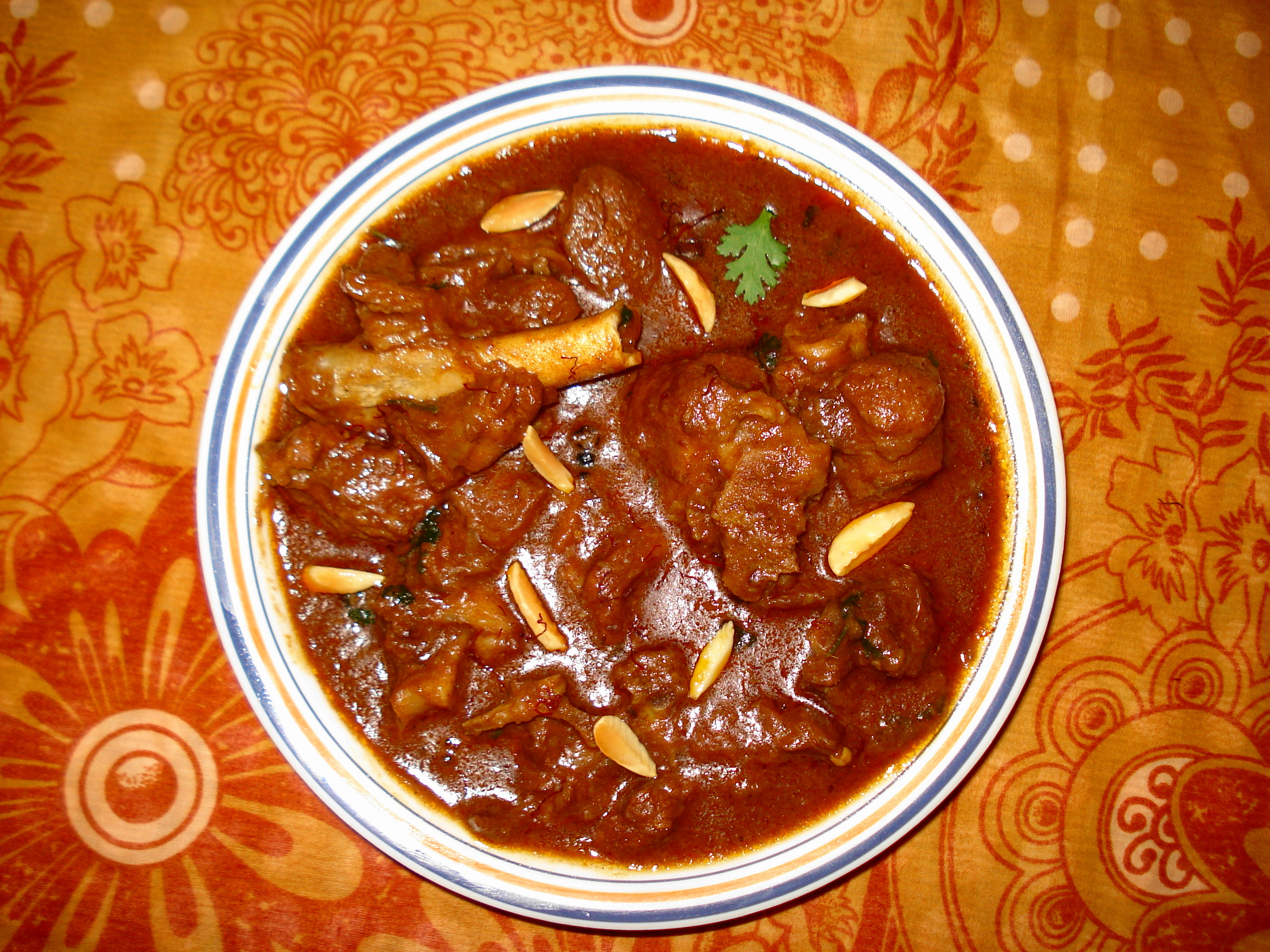
上から見たローガンジョシュ

ローガンジョシュはカシミール料理の定番で、カシミール式のコース料理であるワズワンのメイン料理のひとつである。この料理はもともと、ムガル帝国の人々によりカシミールに持ち込まれたものであるが、ムガル帝国の料理はもともとペルシア料理からの影響を受けていた。インドの平野部では夏の暑さが厳しかったため、ムガル帝国の人々は標高と緯度のおかげでもっと涼しい気候を有するカシミールを頻繁に訪れていた。

## 調理法
ローガンジョシュは、にんにく、しょうが、香りの強いスパイス（チョウジ、ローリエ、カルダモン、シナモンなど）で味付けしたグレイビーで煮込んだラムかマトンの蒸し煮料理であり、レシピによってはタマネギやヨーグルトも加える。まず蒸し煮にした後、 パン生地でふたをしてゆっくり熱するインド特有の調理法で時間をかけて調理する。特徴的な深みのある赤色は、伝統的にアルカネットの花か根を乾燥させたものを使用して出す。カシミール唐辛子も使用する。カシミール唐辛子はパプリカに近いマイルドな風味を有する。サフランが入ることもあり、とくにムスリムは好んで使う。
カシミールの料理においては、ヒンドゥー教徒とムスリムの間で調理法に相当な違いがある。ムスリムはプラーンと呼ばれる地元産のシャロットと、ケイトウの一種であるマヴァルの花びらを色づけに使う（この花は「体を冷やす」効果もあると言われている）。ヒンドゥー教徒はこうした材料やにんにく、タマネギを避けているが、こくや風味のためにヨーグルトを加えることもある。フェンネルやアサフェティダを加えることもある。
この料理はジャンムー・カシミール州のものであるが、とくにカシミール料理を専門としていないイギリスのカレー店でも定番である。グラスゴーのカレー店におけるドーサなどと同様、バングラデシュ料理を出すような店でも移民してきた料理人により吸収され、インド亜大陸の代表的な料理としてローガンジョシュが出てくることがある。

## レシピの変化
伝統的な調理法では乾燥唐辛子をまるごと用い、種を抜いて水につけ、細かくしてペースト状にしてから使うが、調味のため伝統的ではない簡単な方法としてカシミール唐辛子の粉（インド食材店で購入可能）を使ったり、パプリカパウダー（こちらを多めにする）とカイエンヌパウダーを混ぜたものを使うこともある（マドハール・ジャフリーのレシピではパプリカパウダー4に対してカイエンヌパウダー1の比で入れるようにとなっている）。サンジーヴ・カプールのレストランで使っている新しいレシピでは、ブラックカルダモン、アニス、ローリエを使う。
西洋版のレシピは多くがトマトをソースに加えるよう指定している。とくに、かけて食べるだけの出来合いのソースは、トマトベースだと思われるくらいにトマトを使うのが普通である。トマトは伝統的なローガンジョシュに入っていない、あるいはそもそも伝統的なインド料理そのものに含まれていないので、入れるべきではないという者もいる。しかしながら、ローガンジョシュをとくに肉とトマトが基本の料理として言及する者もいる。一方、トマトが入っているものはカシミール料理ではなくパンジャーブのレシピだとする者もいる。

## 他の肉の使用
インドでは、ヤギ肉よりもちゃんとしたラム肉のほうが入手しにくいため、しばしばマトンのかわりにヤギ肉でローガンジョシュを作ることがある。牛肉で作るものもあり、ブリスケットが好まれる。